# Zbigniew Erszkowski
Zbigniew Jan Erszkowski (ur. 6 grudnia 1923 w Wołominie, zm. 18 lutego 2009) – polski rzeźbiarz, wykładowca Państwowej Wyższej Szkoły Sztuk Plastycznych w Gdańsku w latach 1950–1992.

## Życiorys
Studiował w Państwowej Wyższej Szkole Sztuk Plastycznych w Gdańsku (obecnie: Akademia Sztuk Pięknych w Gdańsku), dyplom w 1955 roku. W gdańskiej uczelni pracował w latach 1950–1992 na Wydziale Rzeźby, prowadził Pracownię Rzeźby dla studentów I roku. Brał udział w pracach rzeźbiarskich przy odbudowie Gdańska. Odznaczony w 1973 Złotym Krzyż Zasługi, w 1985 Krzyżem Kawalerskim Orderu Odrodzenia Polski.
Jest jednym z 7 rzeźbiarzy, obok, między innymi, Czesława Gajdy, Józefa Galicy i Stanisława Radwańskiego, których uznaje się za głównych autorów Pomnika Obrońców Wybrzeża na Westerplatte.

## Linik zewnętrzne
- Zbigniew Jan Erszkowski na stronie Zbrojownia Sztuki
- Pomnik Orła Białego